# Narcissus litigiosus
Narcissus litigiosus är en amaryllisväxtart som beskrevs av Mariano del Amo y Mora. Narcissus litigiosus ingår i släktet narcisser, och familjen amaryllisväxter.
Artens utbredningsområde är Spanien. Inga underarter finns listade i Catalogue of Life.

## Bildgalleri

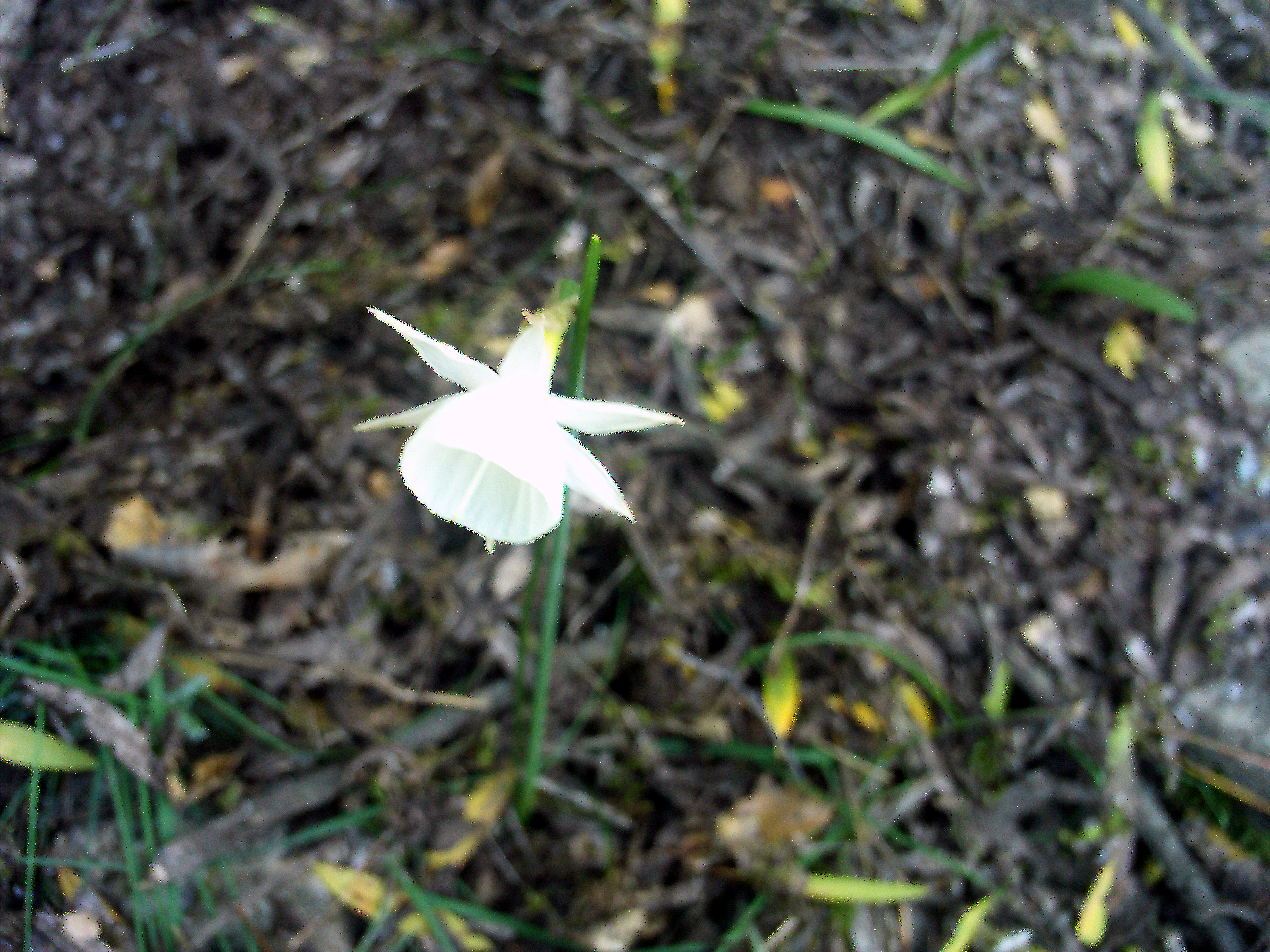
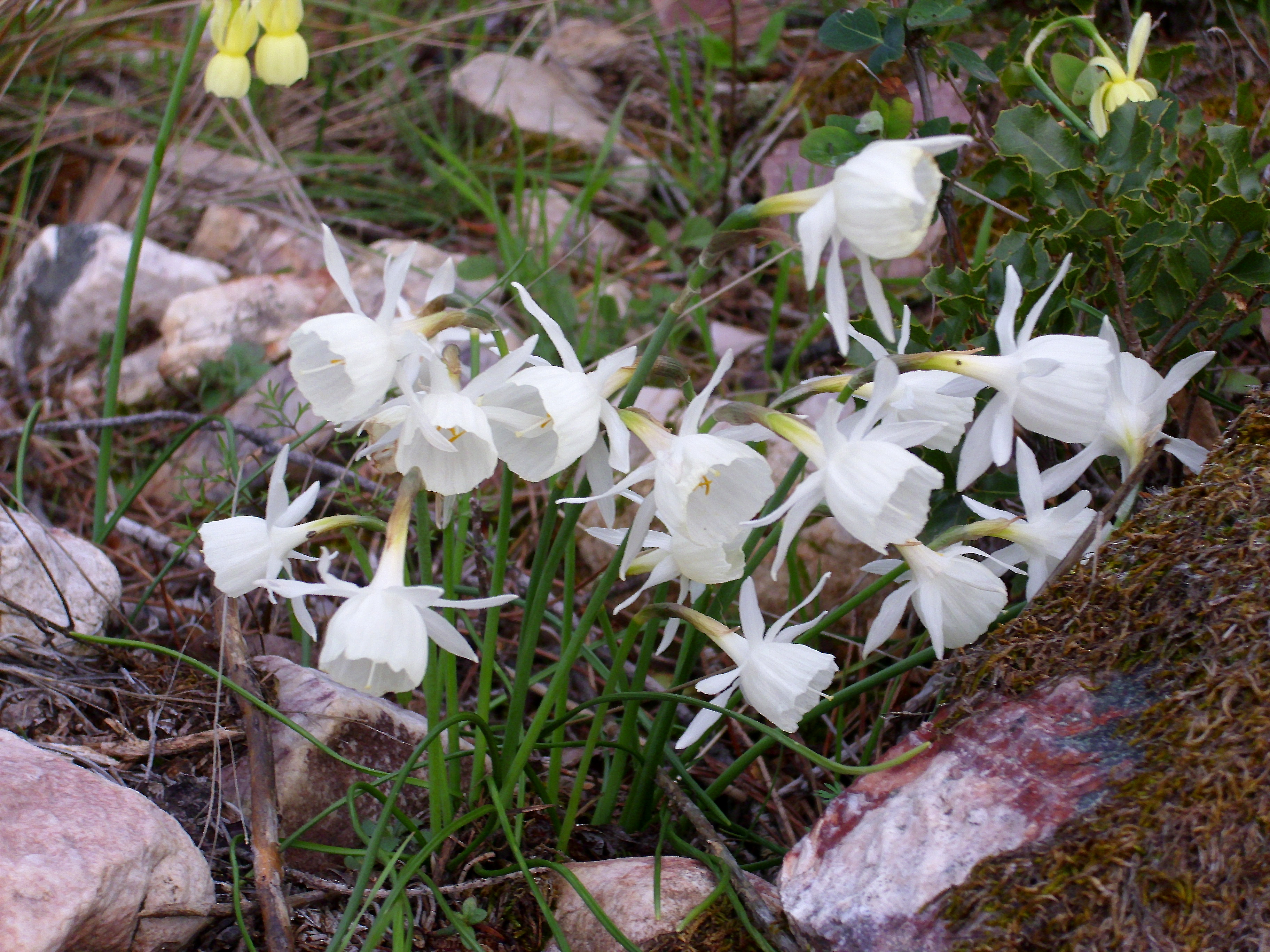